# Рубашов, Савелий Миронович
Савелий Миронович Рубашов (20 мая [1 июня] 1883, Чашники, Лепельский уезд, Витебская губерния — 13 августа 1957, Кишинёв) — русский и советский хирург, учёный-медик, организатор здравоохранения, доктор медицинских наук, профессор (1924), заслуженный деятель науки Белорусской ССР (1930) и Молдавской ССР (1947). Один из основоположников хирургии грудной клетки в России.

## Биография
Родился в еврейской семье в местечке Чашники Витебской губернии. После окончания Воронежской гимназии (1901) поступил на медицинский факультет Императорского Харьковского университета (окончил в 1907 году) и был оставлен ординатором университетской клиники госпитальной хирургии (1907—1910). В 1910—1914 годах — ординатор хирургической клиники Московского университета. Доктор медицины (1912), диссертация была выполнена под руководством профессора А. В. Мартынова и посвящена лечению эмфиземы лёгких.
В 1914—1923 годах, в период Первой мировой и Гражданской войн, работал хирургом в военных госпиталях, занимался организацией военно-санитарной службы РККА, научной деятельностью. В 1923 году — доцент кафедры общей хирургии медицинского факультета Харьковского университета. В 1924—1927 годах — заведующий 1-й хирургической клиникой медицинского факультета и кафедрой общей хирургии Белорусского государственного университета, профессор (1924). В 1924—1934 годах — заведующий кафедрой факультетской хирургии медицинского факультета Белорусского государственного университета (впоследствии Белорусского медицинского института, 1930). Одновременно — первый заведующий кафедрой хирургии БелГИУВ в 1932—1934 годах и директор Всебелорусского филиала Центрального института переливания крови (1932—1934). Председатель научного общества хирургов БССР (1930—1934), первый заслуженный деятель науки Белорусской ССР (1930). Под его редакцией было издано первое учебное пособие по хирургии на белорусском языке «Клінiчная хірургія» (1932).
В 1934—1941 годах — заведующий кафедрой общей хирургии 2-го Ленинградского медицинского института, в 1941—1944 годах — заведующий кафедрой общей хирургии Новосибирского медицинского института, одновременно консультант эвакогоспиталей, в 1944—1945 годах — заведующий кафедрой общей хирургии Кисловодского медицинского института, организованного из профессорского состава 2-го Ленинградского мединститута и переведённого в 1945 году в Кишинёв. С 1945 года и до конца жизни — заведующий основанными им кафедрами факультетской хирургии (1945) и оперативной хирургии (1950) Кишинёвского медицинского института. Был председателем Кишинёвского хирургического общества, главным хирургом и главным онкологом МССР.
Основные труды — в области хирургических вмешательств при заболеваниях брюшной полости (аппендицита, холецистита, панкреатита, язвенной болезни желудка, грыж), обезболивания, а также военно-полевой хирургии (огнестрельных повреждений суставов, грудной клетки, бедра, инфицированных ран), урологии (злокачественных новообразований мужских половых органов). Одним из первых описал врождённые ангиодисплазии (синдром Паркса-Вебера-Рубашова, 1928), опухоли вилочковой железы (1911), предложил модификацию метода гастроскопии (1912).
Среди учеников — М. И. Перельман, И. М. Стельмашонок, В. В. Бабук, И. А. Маянц и другие.
Автор нескольких учебников.

## Монографии
- Смертность при хирургических заболеваниях. — М., 1931.
- Руководство для операционных и перевязочных сестёр. — М.: Медгиз, 1944 и 1949.
- Огнестрельные ранения стопы. — Кишинёв: Госиздат Молдавии, 1947.
- Обезболивание при хирургических операциях. — М.: Медгиз, 1948.
- Пособие для самостоятельной проработки вопросов диагностики хирургических заболеваний. — Кишинёв: Госиздат Молдавии, 1949.
- Диагностические ошибки в хирургии. — Кишинёв: Госиздат Молдавии, 1950.
- Предоперационная подготовка и послеоперационный период. — Кишинёв: Госиздат Молдавии, 1950.
- Первые шаги в операционной и перевязочной. — Кишинёв: Госиздат Молдавии, 1950 и 1952.
- Пограничные заболевания в хирургии и дерматологии. — Кишинёв: Госиздат Молдавии, 1954.
- Резекция желудка при язвенной болезни (с С. В. Кривошеевым). — Кишинёв: Госиздат Молдавии, 1954, 1956.
- Введение в оперативную хирургию. — Кишинёв: Госиздат Молдавии, 1956.